# Cinco Categorias Vermelhas

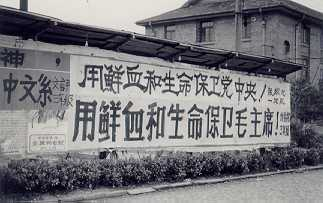
Slôgane político da Guarda Vermelha no campus da Universidade Fudan, em Xangai, diz: "Defender o Comitê Central com (nosso) sangue e vida! Defender O Presidente Mao com (nosso) sangue e vida!"

As "Cinco Categorias Vermelhas" (chinês tradicional: 紅五類, chinês simplificado: 红五类, pinyin: hóng wǔ lèi) foram as classes sociais favorecidas pelo Partido Comunista da China durante o período da Grande Revolução Cultural Proletária (1966-1976). No início da Revolução Cultural, os Guardas Vermelhos só podiam vir das "Cinco Categorias Vermelhas". Estas categorias incluíam: 
- Camponeses pobres e de classe média baixa (em chinês:  贫下中农)
- Trabalhadores (em chinês:  工人)
- Soldados revolucionários (em chinês:  革命军人) do Exército de Libertação Popular
- Quadros revolucionários (em chinês:  革命干部)
- Mártires revolucionários (em chinês:  革命烈士), compreendendo familiares imediatos, filhos, netos (se houver) e parentes de membros falecidos do Partido Comunista e do Exército de Libertação Popular que foram mortos em ação.

As Cinco Categorias Vermelhas são o oposto das Cinco Categorias Negras.